# NOAD in het seizoen 1963/64
Het seizoen 1963/1964 was het 10e jaar in het bestaan van de Tilburgse betaaldvoetbalclub NOAD. De club kwam uit in de Tweede divisie B en eindigde daarin op de 10e plaats. Tevens deed de club mee aan het toernooi om de KNVB beker, hierin werd in de tweede ronde verloren van Velox (1–4).

## Wedstrijdstatistieken

### Tweede divisie B
|       | AGOVV | Baronie | D.F.C. | De Graafschap | Helmondia '55 | Hermes DVS | Limburgia | LONGA | N.E.C. | Roda JC | SVV   | Vitesse | Wageningen | Wilhelmina | Xerxes |
| ----- | ----- | ------- | ------ | ------------- | ------------- | ---------- | --------- | ----- | ------ | ------- | ----- | ------- | ---------- | ---------- | ------ |
| Thuis | 4 – 0 | 7 – 3   | 5 – 1  | 2 – 0         | 0 – 3         | 2 – 2      | 2 – 2     | 3 – 2 | 2 – 2  | 0 – 1   | 1 – 0 | 0 – 0   | 2 – 4      | 0 – 3      | 0 – 2  |
| Uit   | 3 – 2 | 0 – 0   | 0 – 0  | 2 – 1         | 1 – 2         | 1 – 0      | 2 – 2     | 1 – 1 | 9 – 1  | 1 – 1   | 1 – 2 | 3 – 1   | 0 – 0      | 4 – 2      | 1 – 0  |

#### KNVB beker
| 1e ronde                                            | Volendam                                                                         | 2 – 3 (0 – 1) | NOAD                                                            |
| 29 september 1963 Plaats: Volendam Volendam Stadion | Dick Zwarthoed Dick Sier                                                         |               | 15' Tini van Osch –' (pen.) Rien van den Heuvel 87' Theo Netten |
| 2e ronde                                            | Velox                                                                            | 4 – 1 (1 – 1) | NOAD                                                            |
| 17 november 1963 Plaats: Utrecht Koningsweg         | Sander Derks 26' Leen Morelisse 53' Willem van Hanegem 62' Willem van Arnhem 75' |               | 8' Theo Netten                                                  |

## Statistieken NOAD 1963/1964

### Eindstand NOAD in de Nederlandse Tweede divisie B 1963 / 1964
| Stand | Gespeeld | Gewonnen | Gelijk | Verloren | Punten | Doelpunten voor | Doelpunten tegen |
| ----- | -------- | -------- | ------ | -------- | ------ | --------------- | ---------------- |
| 10e   | 30       | 8        | 10     | 12       | 26     | 45              | 54               |

### Topscorers
| #      | Naam                    | Goal |
| ------ | ----------------------- | ---- |
| 1.     | Theo Netten             | 21   |
| 2.     | Ad Brekelmans           | 6    |
| 2.     | Henk Zieltjens          | 6    |
| 4.     | Van den Boogaard        | 3    |
| 5.     | Piet Dankers            | 2    |
| 5.     | Rien van den Heuvel     | 2    |
| 5.     | Hens Maas               | 2    |
| 5.     | Tini van Osch           | 2    |
| 9.     | Jan van de Luijtgaarden | 1    |
| Totaal | Totaal                  | 45   |

| #      | Naam                | Goal |
| ------ | ------------------- | ---- |
| 1.     | Theo Netten         | 2    |
| 2.     | Rien van den Heuvel | 1    |
| 2.     | Tini van Osch       | 1    |
| Totaal | Totaal              | 4    |